# Sillicagnana
Sillicagnana ist ein Ortsteil (Fraktion, italienisch frazione) von San Romano in Garfagnana in der Provinz Lucca, Region Toskana in Italien.

## Geografie
Der Ort liegt ca. 2 km südöstlich des Hauptortes San Romano in Garfagnana, ca. 38 km nördlich der Provinzhauptstadt Lucca und ca. 85 km nordwestlich der Regionshauptstadt Florenz im oberen Tal des Serchio in der Landschaft der Garfagnana. Der Ort liegt bei 491 m und hatte 2001 ca. 320 Einwohner. Nächstgelegene Orte sind der Hauptort San Romano in Garfagnana kurz nördlich und Villetta kurz südlich.

## Geschichte
Erstmals erwähnt wurde der Ort 754. Im 12. und 13. Jahrhundert unterstand der Ort den Gherardinghi aus der Fortezza delle Verrucole. Den Gherardinghi folgten am Ende des 13. Jahrhunderts die luccheser Familie dei Guidiccioni als Machthaber im Ort. Von 1308 bis 1341 wird der Ort als zugehörig zu der Vicaria di Castiglione erwähnt, dann herrschte bis 1345 der Condottiere Spinetta Malaspina aus der Familie der Malaspina (* 1282 in Verrucola Bosi (Ortsteil von Fivizzano); † 3. März 1352 in Fosdinovo). 1345 übernahm Pisa die Macht, die bis 1369 anhielt, als Karl IV. das Gebiet der Garfagnana an Lucca zurückgab. Sillicagnana verblieb bis zum Fall der Signoria von Paolo Guinigi bei Lucca. Nach mehreren Jahren der Gebietsstreitigkeiten zwischen Florenz, Lucca und Pisa fragten die Bewohner um Hilfe bei den d’Este an, denen sie am 3. Februar 1430 Treue schworen. Die d’Este waren dann die Herren des Ortes (Vicaria estense di Camporgiano), mit Ausnahme der napoleonischen Besatzung, bis zur Einheit Italiens. Am 7. September 1920 wurde der Ort von einem schweren Erdbeben beschädigt.

## Sehenswürdigkeiten

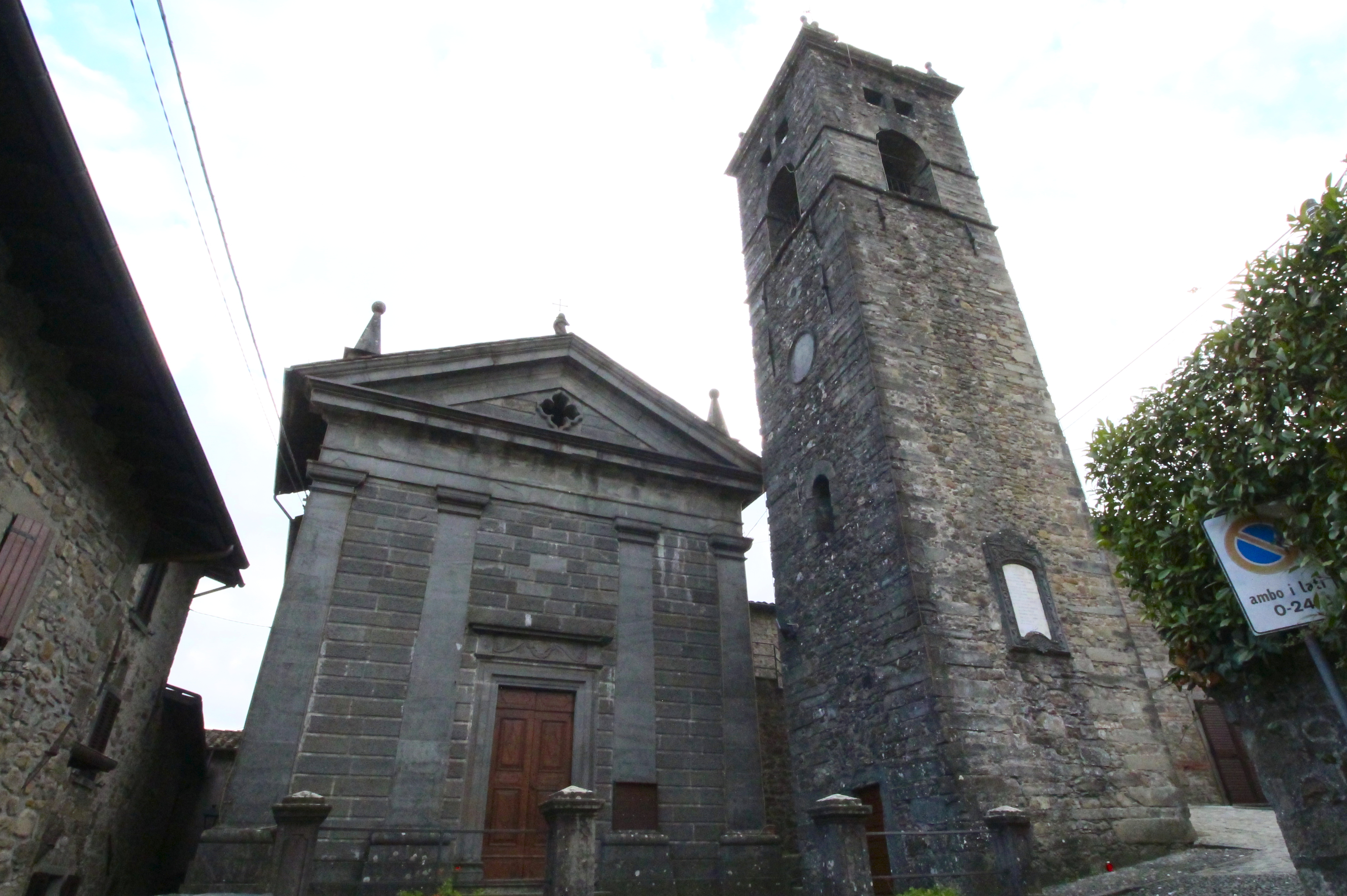
Die Kirche San Martino

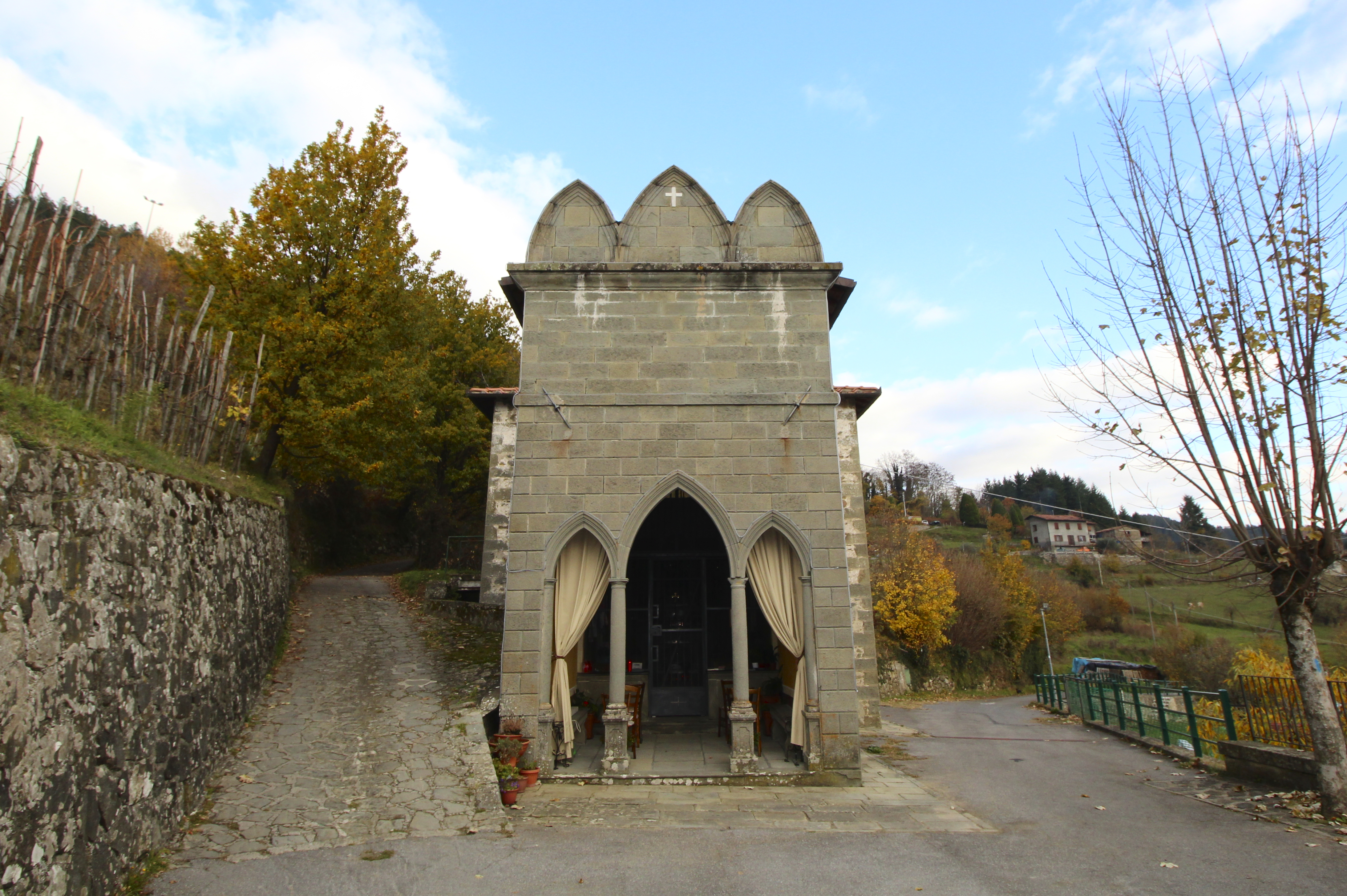
Oratorio del Santissimo Crocifisso

- San Martino, Kirche im Ortskern, die erstmals 1168 in einem Dokument von Papst Alexander III. erwähnt wurde.[1] Entstand laut der Inschrift am inneren Portal im Jahr 1100.
- Oratorio del Santissimo Crocifisso, 1899 geweihtes Oratorium kurz außerhalb des Ortskern. Entstand zur Unterbringung des Leinwandgemäldes Santissimo Crocifisso con la Madonna e i Santi Carlo Borromeo e Sebastiano. Die Fassade wurde von Nicola Ferrari entworfen[8] und von Angelo Pennacchi erbaut. Der Marmoraltar entstand 1904 durch Gaetano Fortini.[9]
- Oratorio della Madonna Addolorata, Oratorium kurz nordöstlich des Ortes. Entstand 1767 und wurde am 13. Juli 1777 geweiht.[10]

## Verkehr
- Der nächstgelegene Haltepunkt ist Villetta San Romano an der Bahnstrecke Aulla Lunigiana–Lucca. Er liegt in Villetta.